# Point Zip
Der Point Zip ist eine Landspitze an der Küste des ostantarktischen Königin-Marie-Lands. Sie ragt 31 km westlich des Kap Moyes in das Shackleton-Schelfeis.
Australische Wissenschaftler benannten sie 2018 nach einem Schlittenhund der Australasiatischen Antarktisexpedition (1911–1914) unter der Leitung des australischen Polarforschers Douglas Mawson. Der Hund gehörte zum Gespann von Belgrave Ninnis, der bei dieser Expedition ums Leben kam.